# 瑪利歐vs.咚奇剛
《瑪利歐vs.咚奇剛》（香港和台湾旧译，中国大陆旧译）是任天堂軟體技術開發，並於2004年在Game Boy Advance發行的益智遊戲，是1994年Game Boy游戏《大金刚》的精神续作。本作是马力欧vs.咚奇刚系列的首作，续作为2006年任天堂DS游戏《瑪利歐vs.咚奇剛2 迷你大行進！》。
游戏于2011年加入任天堂3DS的大使方案，2014年於Wii U的Virtual Console發行。2024年於任天堂Switch推出重製版本。

## 玩法

### 關卡構成
主要關卡有分「一般模式(ノーマルモード)」、「達人模式(エキスパートモード)」等，還有另外「挑戰關(チャレンジ)」等。
總共104關：一般模式是49關、達人模式是43關、挑戰關是12關。此遊戲的WORLD 1~6有各6個通常關、各1個頭目關，對決大金剛無關卡。有關「mm關」（WORLD 1~6各1關）只有一般模式才有。

## 重製版
2024年2月16日，本作於任天堂Switch推出重製版本，並新增至130個關卡，悠閑模式、多人遊玩模式。重製版本支援繁簡中文，為系列首次。

## 反響
截止至2024年3月31日，GBA版銷量為137萬，任天堂Switch版為112萬。